# بانکیا

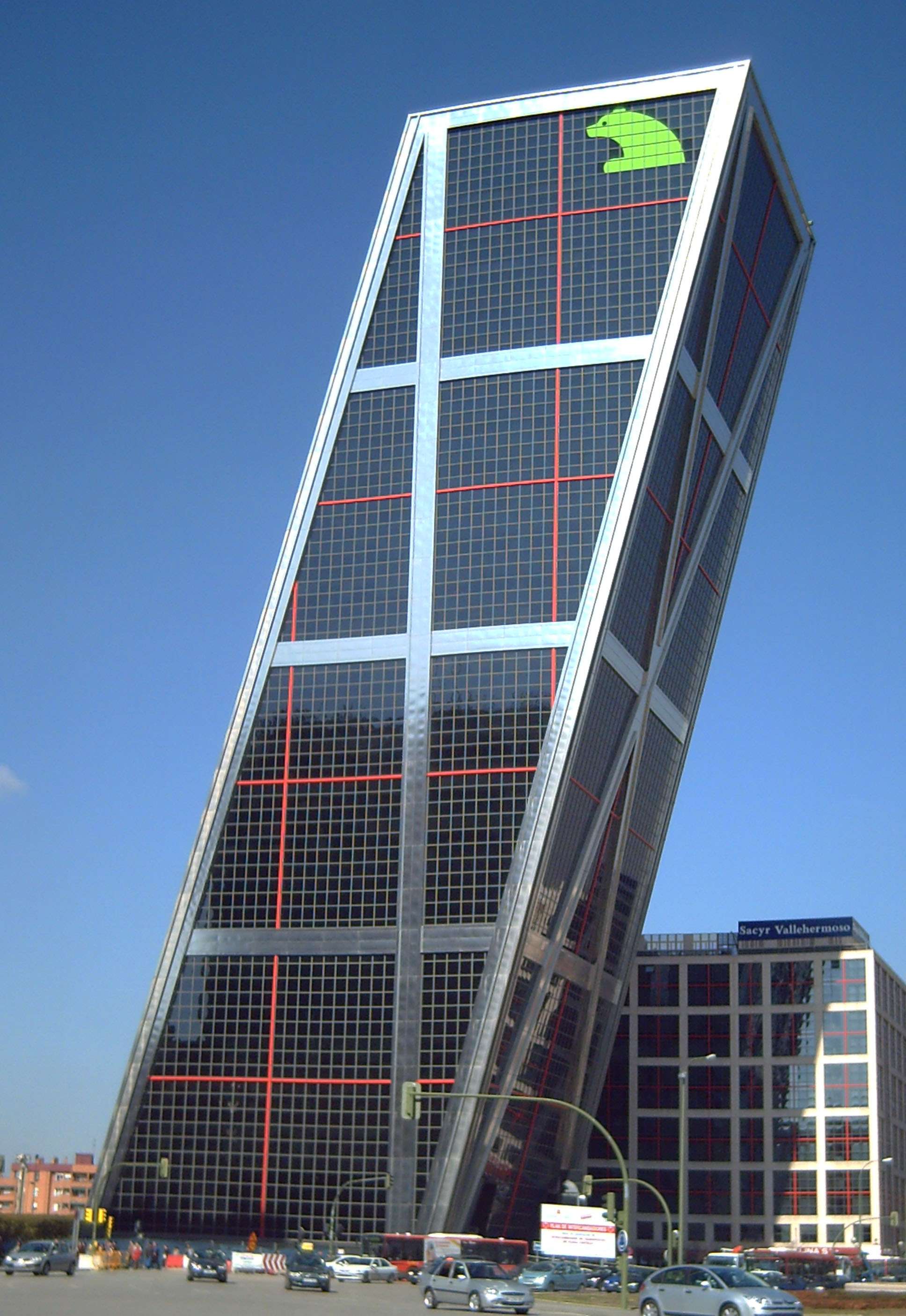
شعبه عملیاتی بانکیا در برج پوئرتا د اورپا، مادرید

بانکیا (به اسپانیایی: Bankia) شرکت خدمات مالی، بانکداری و نیز شرکت خوشه‌ای اسپانیایی است، که در ماه دسامبر سال ۲۰۱۰ تأسیس شد. در سال ۲۰۱۲ این بانک با بیش از ۱۲ میلیون مشتری، به‌عنوان پنجمین بانک بزرگ اسپانیا انتخاب شد.
در سال مالی ۲۰۱۲ حجم معاملات بانکیا بالغ بر ۴۸۶ میلیارد یورو و کل دارایی آن معادل ۳۲۸ میلیارد یورو برآورد شده‌است. این بانک پیش‌تر یک شرکت خصوصی بود، که در ماه مه سال ۲۰۱۲ توسط دولت اسپانیا، ملی اعلام شد.
در تاریخ ۲۵ مه ۲۰۱۲ بانکیا بسته کمک مالی ۱۹ میلیارد یورویی را از سوی دولت اسپانیا دریافت کرد، که بزرگترین کمک مالی در تاریخ اسپانیا محسوب می‌شود. این بانک در سال مالی ۲۰۱۲ کسری بودجه‌ای معادل ۱۹ میلیارد یورو داشته‌است، که بالاترین میزان ضرر در تاریخ شرکت‌های اسپانیایی محسوب می‌شود. شعبه مرکزی بانکیا در برج پوئرتا د اورپا، در شهر مادرید قرار دارد.